# Бонней (Эна)
Бонне́й (фр. Bonneil) — коммуна во Франции, находится в регионе Пикардия. Департамент коммуны — Эна. Входит в состав кантона Эссом-сюр-Марн. Округ коммуны — Шато-Тьерри.
Код INSEE коммуны — 02098.

## Население
Население коммуны на 2010 год составляло 402 человека.
| 1962 | 1968 | 1975 | 1982 | 1990 | 1999 | 2010 |
| ---- | ---- | ---- | ---- | ---- | ---- | ---- |
| 255  | 259  | 255  | 287  | 336  | 374  | 402  |

## Экономика
В 2010 году среди 276 человек трудоспособного возраста (15—64 лет) 205 были экономически активными, 71 — неактивными (показатель активности — 74,3 %, в 1999 году было 71,1 %). Из 205 активных жителей работали 189 человек (104 мужчины и 85 женщин), безработных было 16 (9 мужчин и 7 женщин). Среди 71 неактивных 33 человека были учениками или студентами, 25 — пенсионерами, 13 были неактивными по другим причинам.